# Lyse
Lyse of lysis (Grieks: λύσις, lusis = losmaken, scheiden) is het uiteenvallen van het membraan van een levende cel, vaak door enzymatische of osmotische processen die de integriteit van het membraan aantasten. Ook kan lyse optreden bij virale infectie. Tijdens lyse komt de celinhoud (het cytoplasma) naar buiten. De vrijgekomen inhoud van gelyseerde cellen noemt men een lysaat. Het heeft vaak een slijmerige structuur vanwege de nucleïnezuren.
In de biochemie en moleculaire biologie worden cellen vaak opzettelijk gelyseerd om de eiwitten en nucleïnezuren binnen deze cellen te zuiveren en te analyseren. Lyse is vaak de eerste stap bij eiwitzuivering, DNA-extractie, RNA-extractie en het isoleren van organellen. Cellen kunnen op verschillende manieren worden gelyseerd, bijvoorbeeld door toevoeging van een detergent, door sonicatie, of door enzymatische afbraak van het membraan. Er bestaan speciale lysisbuffers die gemaakt zijn om het lysaat stabiel te houden.

## Cytolyse en plasmolyse

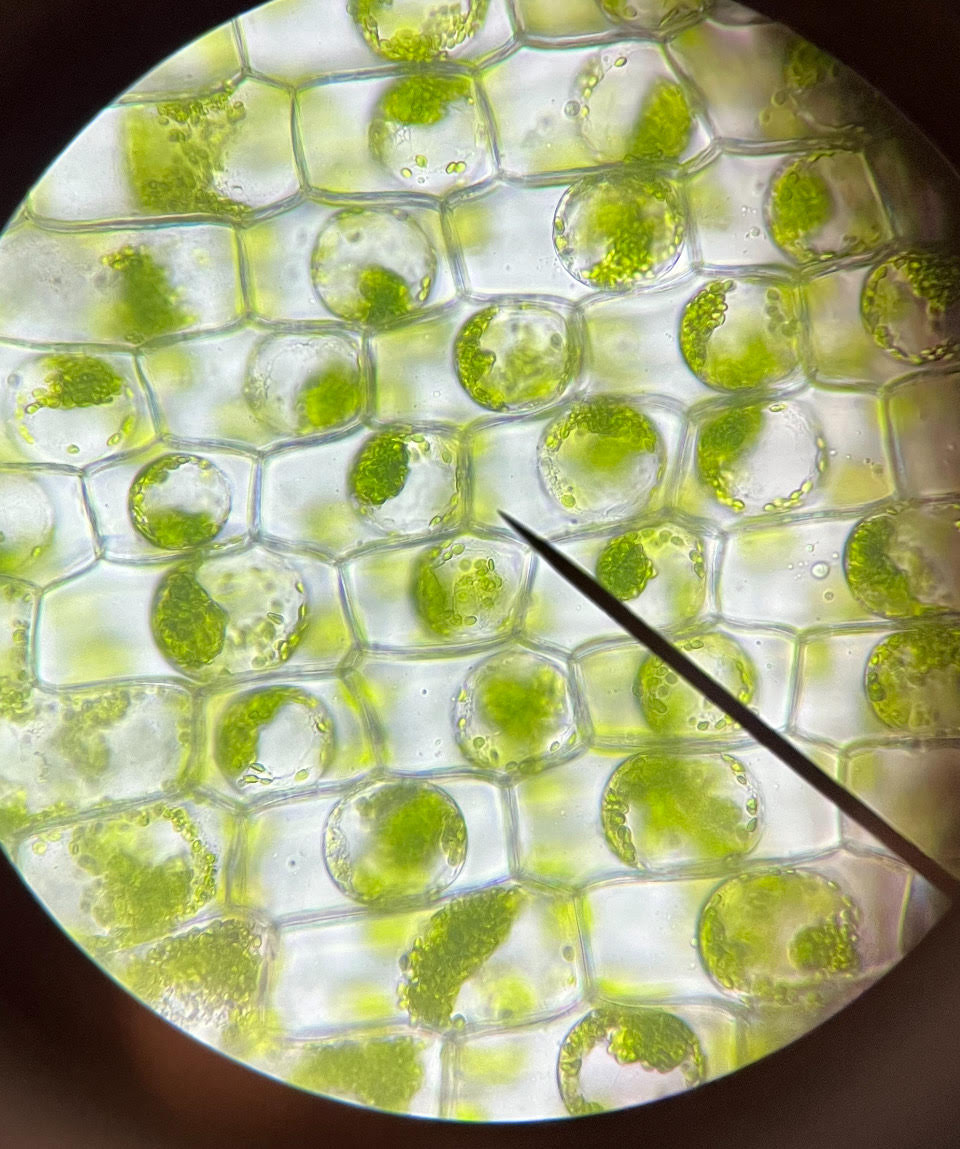
Plantencellen in zoutoplossing vertonen plasmolyse, het celmembraan laat daarbij los van de celwand

Cytolyse vindt plaats als cellen aan een hypotonische omgeving worden blootgesteld. Cytolyse wordt veroorzaakt door osmose. Het celmembraan kan de osmotische druk van het water binnen de cel niet weerstaan, waardoor het celmembraan barst. Cytolyse vindt onder normale omstandigheden niet plaats in plantencellen, omdat deze cellen een sterke celwand hebben die voorkomt dat de osmotische druk het membraan openbreekt. Dit principe is de basis van turgordruk.
Plasmolyse is de samentrekking van plantencellen als gevolg van waterverlies door osmose. In een hypertone omgeving pelt het celmembraan van de celwand af en stort de vacuole in. Deze cellen zullen uiteindelijk verwelken en afsterven, tenzij het drukverschil tussen de geplasmolyseerde cel en de omgeving in evenwicht is geraakt.

## Toepassing
Lyse wordt toegepast op cellen om DNA of eiwitten te extraheren. De te onderzoeken cellen worden tot uiteenvallen gebracht door een enzym of door een chemische stof, veelal het zout van een detergent, welke de celmembraan aantast. Na uiteenvallen van de cellen kunnen de verschillende onderdelen van de cel gescheiden worden.